# Notriolus davidsoni
Notriolus davidsoni là một loài bọ cánh cứng trong họ Elmidae. Loài này được Carter & Zeck miêu tả khoa học năm 1936.